# You Better You Bet
Singles de The Who
5:15
(1979) Don't Let Go the Coat
(1981)
Pistes de Face Dances
Don't Let Go the Coat
You Better You Bet est une chanson du groupe rock britannique the Who, apparaissant comme la première chanson de leur album de 1981 Face Dances. Elle est interprétée par le chanteur Roger Daltrey, avec les chœurs de Pete Townshend et le bassiste John Entwistle. La partie de guitare de Townshend est jouée sur une Rickenbacker 360 à 12 cordes.
You Better You Bet est devenu un succès et l'une des chansons les plus reconnaissables du groupe. C'est le dernier single du groupe qui a atteint le top 20 du Billboard Hot 100, atteignant le n°18. La chanson était au n°1 du Billboard sur cinq semaines à partir du 4 avril 1981. C'était aussi leur dernier single à atteindre le Top Ten au Royaume-Uni, culminant à la 9e place.
La démo originale de Pete Townshend, enregistrée en mars 1980, est parue sur la compilation Another Scoop.
Cet article a été traduit du wikipedia anglophone consacré à la chanson You Better You Bet du groupe The Who. 

## Contexte
"You Better You Bet" a été écrite par Pete Townshend comme une chanson d'amour pour sa petite amie de l'époque : "C'était la période de mon mariage et je voyais la fille d'un de mes amis. Je voulais que ce soit une bonne chanson parce que la fille pour qui je l'ai écrite est l'une des meilleures personnes de la planète. Townshend a également commenté : "You Better You Bet' était une chanson très spontanée et pleine d'entrain ; c'est une chanson pop, vraiment."
Roger Daltrey a fait l'éloge de la mélodie vocale de la chanson, la comparant à Elvis Presley. Il a déclaré: "Une chanson merveilleuse. La façon dont la voix rebondit, cela me rappelle toujours Elvis." Daltrey a également noté : "'You Better You Bet' est toujours l'une de mes chansons préférées."
La chanson fait référence au groupe T. Rex, ainsi qu'au propre album du groupe Who's Next (1971), avec la phrase : "Je me suis saoulé à l'aveugle au son du vieux T. Rex... et de Who's Next"." Le riff du synthétiseur est joué sur un orgue de salon Yamaha E70.

## Sortie
"You Better You Bet" est sorti en tant que premier single de Face Dances en février 1981, avec en face B "The Quiet One", écrite par John Entwistle. Le single a culminé au numéro 9 au Royaume-Uni; aux États-Unis, il a atteint le numéro 18. On pense que la sous-performance relative du single est due au fait que Warner Bros. a décidé de boycotter les promoteurs indépendants en Amérique, ce qui a entraîné moins de diffusion pour le morceau. Pete Townshend a commenté le succès du single : "Un single surprise pour nous... Nous sommes même revenus sur Top of the Pops."

## Accueil
"You Better You Bet" a reçu un accueil critique positif depuis sa sortie. Rolling Stone a classé la chanson comme la 32e meilleure du groupe, déclarant: 'You Better You Bet' reflète la façon dont l'enthousiasme de Townshend pour le punk rock a renforcé son écriture. Adressé à sa nouvelle petite amie, il frappe également un note de nostalgie sournoise quand Daltrey chante sur le fait de se saouler "au son du vieux T. Rex". Mike DeGagne d'AllMusic a salué la chanson comme "sans doute la piste la plus forte sur Face Dances" et a conclu, "l'utilisation des synthétiseurs s'intègrent parfaitement au début de la décennie, tandis que le refrain de la chanson et l'utilisation intelligente du sarcasme et de l'esprit lui ont donné une substance lyrique. "

## Clip vidéo
Un clip vidéo pour la chanson a été produit en noir et blanc, mettant en vedette le groupe et le claviériste John Bundrick jouant sur scène. Lors du lancement de MTV le 1er août 1981, c'était la quatrième vidéo jouée ce jour-là, c'était aussi la 55e, 98e, 141e et 191e vidéo à être diffusée, devenant au cours de cette séquence la première vidéo vue plusieurs fois sur la chaîne .

## Personnel
- Roger Daltrey – chant
- Pete Townshend – guitare, claviers, chœurs
- John Entwistle – basse, chœurs
- Kenney Jones – batterie

Additional musicians
- John "Rabbit" Bundrick – claviers